# .fi

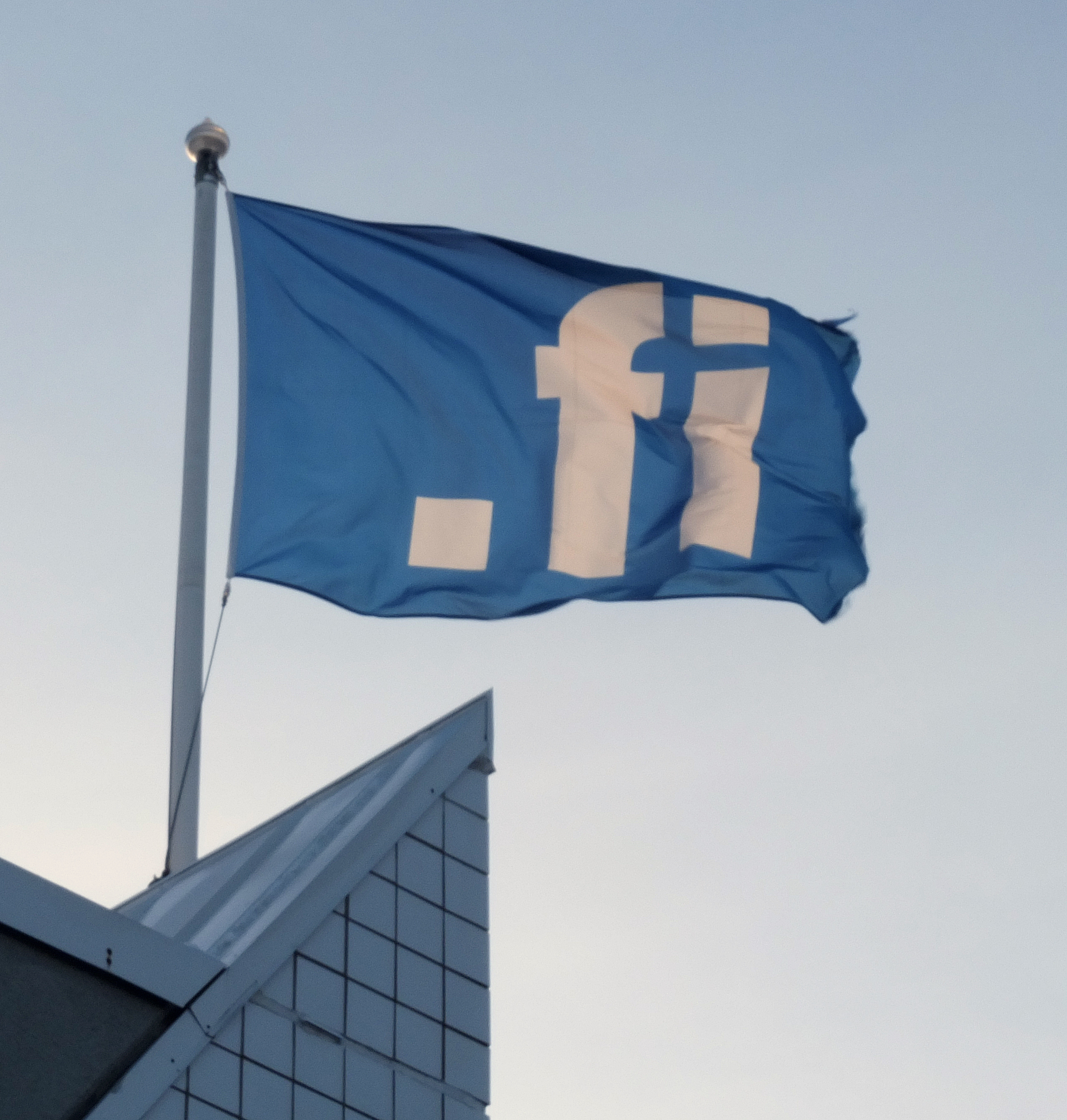

.fi는 핀란드의 인터넷 국가 코드 최상위 도메인이다. FICORA에 의해 관리된다.
1986년 12월 4일, 탐페레의 핀란드 Unix 사용자 그룹에서 핀란드의 최상위 도메인 등록 신청서를 보냈다. 신청서가 승인되었고 .fi TLD의 관리 권한이 탐페레 공과대학교에 부여되었다. 나중에 관리는 처음에는 FICIX로, 나중에는 TRAFICOM으로 이전되었다.
과거 TRAFICOM은 .fi 도메인을 매우 엄격하게 규제했다. 도메인 이름은 회사 이름이나 상표를 소유한 회사에만 허용되었다. 이 정책으로 인해 핀란드 회사는 다른 최상위 도메인 아래의 도메인을 신청하게 되었다. 정책은 2003년 9월 1일에 변경되었다. 2016년 9월부터 전 세계 누구나 .fi TLD에 따라 도메인 이름을 등록할 수 있다.
.fi는 한때 핀란드 이외의 인터넷 사용자들 사이에서 Penet remailer(anon.penet.fi)의 TLD로 가장 잘 알려져 있었다. Penet remailer(anon.penet.fi)는 1990년대 초에 사용자가 이메일과 유즈넷 메시지를 익명으로 게시할 수 있도록 하는 개인 운영 서버였다. 1990년대 초반에 인기 있었던 또 다른 .fi 주소는 nic.funet.fi였다. 당시 최대 규모의 공용 파일 서버 중 하나였던 핀란드는 미국을 제외하고 받은 것보다 더 많은 데이터를 보낸 유일한 국가가 되었다.
2005년 9월 1일부터 .fi 도메인에는 스칸디나비아 문자(ä, å, ö)가 포함될 수 있지만 기본 도메인으로 사용하는 것은 권장되지 않는다. 2006년 3월 1일부터 개인도 도메인 이름을 신청할 수 있다. 일부 제한 사항은 여전히 적용된다. 예를 들어 회사 이름이나 상표는 해당 회사만 신청할 수 있다.
(비록 인기는 아니지만) 도메인 해킹에도 사용될 수 있다. spoti.fi라는 도메인 해킹을 보유한 스포티파이와 같은 예이다.
FICORA는 2010년 말부터 .fi 도메인 이름에 대해 DNSSEC(Domain Name System Security)를 지원하기 시작했다.

## 같이 보기
- .ax